# تروي ساندرز (ملحن)
تروي ساندرز (بالإنجليزية: Troy Sanders)‏ هو ملحن وكاتب أغاني وشاعر أمريكي، ولد في 7 ديسمبر 1901 في إلينوي في الولايات المتحدة، وتوفي في 3 مايو 1959 في بربانك في الولايات المتحدة.

## وصلات خارجية
- تروي ساندرز على موقع IMDb (الإنجليزية)
- تروي ساندرز على موقع قاعدة بيانات الفيلم (الإنجليزية)